# さいたま市立宮原小学校
さいたま市立宮原小学校（さいたましりつ みやはらしょうがっこう）は、埼玉県さいたま市北区に所在する公立小学校。学校の西側にある樹齢約130年のセンダンの大木が、この小学校のシンボルとされている。また、全校児童が約1000人ほどという少子高齢化にしては多い児童数を誇っている。

## 概要
宮原小学校は全校児童が1000人ほどいるこのご時世では人が多い学校であり、そのせいか怪我が多い。また、校庭には宮原山と言われる滑り台やジャングルジムがある山がある。また宮原山にはトンネルがあり、その中に0系新幹線と思われる絵が描いてある。

## 吹奏楽部
宮原小学校には吹奏楽部が存在し、埼玉県内や関東などの中でも強い方であり、埼玉県大会などで優勝するほどである。

## 沿革
- 1873年（明治6年）5月30日 - 加茂宮吉祥院に仮校舎が開設されて加茂宮学校（加茂学校とも）として開校[2]。
- 1883年（明治16年）5月 - 現在校地に仮校舎を建設する。
- 1884年（明治17年） - 日進学校（現さいたま市立日進小学校）の分校（分教場）となる。
- 1889年（明治22年）5月30日 - 日進学校より分離して宮原小学校と改め、この日を開校記念日に制定する[2]。
- 1947年（昭和22年）7月1日 - 地元の実業家で大宮市の市議会議員の川鍋秋蔵よりプールが寄贈される。
- 1950年（昭和25年）1月8日 校舎2階建6教室を焼失する。
- 1953年（昭和28年）3月15日 - 木造北舎（2階8教室）が落成する。
- 1959年（昭和34年）6月12日 - 木造南舎（2階8教室）が落成する。
- 1964年（昭和39年）11月28日 - 鉄筋北舎3階建14教室が落成する。（現第三校舎）
- 1967年（昭和42年）6月30日 - 現在の給食調理室が完成する。
- 1969年（昭和44年）3月5日 - 新南舎管理棟、普通教室が落成する。（現第一校舎）
- 1970年（昭和45年）3月23日 - 新南舎特別教室、普通教室が落成する。
- 1972年（昭和47年）9月20日 - 新校舎（普通教室6）が落成する。
- 1974年（昭和49年） - 創立100周年記念式典が挙行され、記念事業（宮原山の築造等）が完成する。また、児童増に伴い校区の一部が分離され、大宮市立別所小学校が開校する。
- 1980年（昭和55年）
  - 3月 - 体育館が落成する。
  - 4月 - 大宮市立泰平小学校の開校に伴い、校区の一部が分離される。
- 1981年（昭和56年）3月 - 第二校舎（鉄筋4階建普通教室12、特別教室4）が落成する。
- 1983年（昭和58年）3月9日 プールが完成する。
- 1988年（昭和63年）8月 - 第三校舎の改装を実施する。
- 1991年（平成3年）7月 - 第一校舎の大規模改修を実施する。
- 1993年（平成5年）11月 - 創立120周年記念式典を挙行する。
- 1994年（平成6年）
  - 3月 - 校庭を改修する。
  - 10月 - 第四校舎の大規模改修を実施する。
- 1997年（平成9年）10月 - コンピューター室が完成する。
- 2001年（平成13年）5月1日 - 浦和市、与野市との合併に伴い現校名になる。
- 2008年（平成20年）8月 - 第一〜三校舎の耐震補強工事を実施する。
- 2009年（平成21年）
  - 4月1日 -さいたま市立つばさ小学校の開校に伴い、校区の一部が分離される（宮原三丁目）[2][3]。
  - 4月2日 - 体育館にて国際宇宙ステーション滞在者の若田光一宇宙飛行士と当校児童14人が代表として無線交信を行った[4][2]。会場では児童及びその保護者の400名以上が来場した。

## 行事
- 基本的には、どこの学校にもある行事が多いが、毎月一度、音楽朝会というものがあり、全校生徒が規定された歌を歌うというものがある。
- さらに宮小（宮原小の略）フェスティバルという、各クラスで出し物を決め出店するという、いわゆる文化祭のようなものがある。ただし、出店といっても実際にはお金を使わず、ミニゲームのようなもの(例えばモグラ叩きや射的、などなど)を出典している。ちなみに出店は、高学年などが主に学級ごとに出店している。

## 文化財
- 宮原小学校のセンダン（さいたま市指定天然記念物。高知県出身の教員が植樹したと伝わっている[1]。）

## 主な関係者
- 若田光一（宮原小学校入学、4年まで在籍[4]、大宮別所小学校へ転校）